# اندیس آنومالی آهوانا
آنومالی آهوانا یک اندیس فلزی است که در حوالی شهر دامغان استان سمنان قرار دارد و مادهٔ معدنی موجود در آن، طلا است.سنگ میزبان این اندیس توف، شیل توفی، دولومیت، سنگ آهک، کنگلومرا، ماسه‌سنگ است  در این اندیس، پاراژنز‌های باریت، پیریت، سلستین، کوپریت، گوتیت، طلا، لیمونیت، مالاکیت یافت می‌شوند.